# Bach zum Schloss Junkernthal
Der Bach zum Schloss Junkernthal ist ein etwa 2,1 km langer, orografisch rechter Nebenfluss der Asdorf in Rheinland-Pfalz, Deutschland. Der Bach fließt im Gebiet der zum Landkreis Altenkirchen gehörenden Ortsgemeinde Niederfischbach und Stadt Kirchen. Die Laufrichtung ist überwiegend östlich. Der kleine Bach wird von zwei rechtsseitigen und einem linksseitigen Rinnsal gespeist, die namenlos und zwischen 400 und 700 m lang sind.
Das Einzugsgebiet des Bachs grenzt an das Einzugsgebiet von Wisserbach (westlich, auf etwa 1,5 km) und Löcherbach (nordwestlich, auf etwa 1,4 km).